# RA 13 (Italië)
De RA 13 of raccordo autostradale 13 is een autosnelweg in Italië. De RA13 vormt de verbinding tussen Sistiana en Padriciano. De RA13 is 21 kilometer lang. 